# 天主教維多利亞城教區
天主教維多利亞城教區（拉丁語：Dioecesis Civitatis Victoriensis）是墨西哥一個羅馬天主教教區，屬蒙特雷總教區。
教區成立於1964年12月21日，位於塔毛利帕斯州西南部。2006年有教友387,241人（佔轄區總人口84.5%）、卅三個堂區、四十五名司鐸。現任教區主教為安多尼·岡薩雷斯·桑切斯。